# Thalainayar
Thalainayar is een panchayatdorp in het district Nagapattinam van de Indiase staat Tamil Nadu. 

## Demografie
Volgens de Indiase volkstelling van 2001 wonen er 11.631 mensen in Thalainayar, waarvan 49% mannelijk en 51% vrouwelijk is. De plaats heeft een alfabetiseringsgraad van 67%.